# Jean-Baptiste Marcellesi
Jean-Baptiste Marcellesi, né le 12 avril 1930 à Porto-Vecchio (Corse), mort le 1er octobre 2019 à Nans-les-Pins (Var) est un linguiste, spécialisé en sociolinguistique,   professeur d’université. 

## Biographie
Les parents de Jean-Baptiste Marcellesi sont des enseignants, son père et sa mère ont été élèves de École normale d’instituteurs et d’institutrices. Ils lui donnent une éducation bilingue, d'abord à l'école primaire de Porto-Vecchio puis à Sartène et au lycée Fesch d'Ajaccio. Après le baccalauréat, il est élève au lycée Louis-Le-Grand puis, en 1952, à l'École normale supérieure de Saint-Cloud. Il se marie en avril 1954 à Paris  avec Christiane, étudiante qui deviendra professeur de littérature, syndicaliste et communiste. Ils adoptent une fille et un garçon. 
Il est reçu à l'agrégation de grammaire en 1956. Il enseigne au lycée Fesch d'Ajaccio de 1959 à 1967 puis au lycée Jean-Baptiste-Say à Paris.
En 1967, il participe à l'édition d'un dictionnaire en langue corse, il soutient et devient assistant de linguistique et travaille avec le spécialiste du vocabulaire politique Jean Dubois à la faculté des Lettres de Nanterre. Il soutient, en 1970, une thèse de troisième cycle sur le vocabulaire du Congrès de Tours. Il est nommé  professeur de linguistiques à la faculté de Rouen en 1975 et se spécialise en sociolinguistique.
Ses travaux ont porté sur deux thèmes principaux : l'épistémologie de la sociolinguistique (méthodes, concepts, théories, histoire) et les langues régionales, notamment la langue corse. Jean-Baptiste Marcellesi a développé le concept de langue polynomique s'agissant d'une langue qui présente certaines différences de phonétique, de typologie ou de syntaxe mais qui est considérée par ceux qui la parlent comme ayant une forte unité, comme l'est la langue corse.
Jean-Baptiste Marcellesi est un militant communiste et un syndicaliste, responsables du Syndicat national de l’enseignement supérieur dans son université.

## Publications
- Sociolinguistique, épistémologie, langues régionales, polynomie, entretien avec T. Bulot et P. Blanchet,   Paris, Budapest,  Torino,  2003, l'Harmattan, 308 p.
- Introduction à la sociolinguistique, la linguistique sociale, Paris , 1974,  Larousse , 260 p. (co-auteur Bernard Gardin)
- Le Congrès de Tours, décembre 1920, études sociolinguistiques, préface Jean Dubois et Ernest Labrousse, Paris, 1971, le Pavillon, 359 p.

Articles publiés dans Annales de Normandie, Études normandes, Langage & société, Langages, Langue française.
- Sociolinguistique française, combien d'années ?[7] in Cahiers de sociolinguistique, 2003/.